# Полисульфиды
Полисульфи́ды — многосернистые соединения общей формулы Me2Sn, например, полисульфид аммония (NH4)2Sn. В структуре этих соединений имеются (димерные/полимерные) цепи атомов —S—S(n)—S—.
Известны многочисленные полисульфиды водорода, общей формулы H2Sn, где n меняется от 2 (персульфид водорода) до 23. Это желтые маслянистые жидкости; по мере увеличения содержания серы окраска изменяется от жёлтой до красной.
Полисульфиды щелочных металлов образуются при взаимодействии элементарной серы с соответствующим сульфидом (при сплавлении или в концентрированном растворе):
{\displaystyle {\mathsf {Na_{2}S+nS\rightarrow Na_{2}S_{1+n}}},\quad 1\leqslant n\leqslant 7.}
Обычно в молекулах полисульфидов число атомов серы изменяется от 2 до 8, известно лишь одно соединение с n = 9, это (NH4)2S9. Наиболее распространены полисульфиды с двумя атомами серы (дисульфиды). Эти полисульфиды можно рассматривать как аналоги соответствующих пероксидов — персульфиды. Для полисульфидов, подобно пероксидам, характерны окислительные и восстановительные свойства:
{\displaystyle {\mathsf {(NH_{4})_{2}S_{2}+SnS\rightarrow (NH_{4})_{2}SnS_{3}}}} (S2−
2 — окислитель);
{\displaystyle {\mathsf {4FeS_{2}+11O_{2}\rightarrow 2Fe_{2}O_{3}+8SO_{2}}}} (S2−
2 — восстановитель).
При взаимодействии с кислотами разлагаются с образованием сульфанов, серы и H2S. Также как и пероксиды, персульфиды способны диспропорционировать:
{\displaystyle {\mathsf {Na_{2}S_{2}\rightarrow Na_{2}S+S}}} (S2−
2 — окислитель, восстановитель);
{\displaystyle {\mathsf {2FeS_{2}\rightarrow 2FeS+2S}}} (аналогично).
Присоединение серы к солям синильной кислоты лучше всего протекает при действии на них легко отдающего S полисульфида аммония по схеме (для двусернистого аммония):
{\displaystyle {\mathsf {KCN+(NH_{4})_{2}S_{2}\rightarrow KNCS+(NH_{4})_{2}S}}}

## Применение
Полисульфиды используют в аналитической химии для разделения элементов, в производстве некоторых каучуков (полисульфидные каучуки — тиоколы) и др.

Полисульфиды аммония (NH4)2Sn (n = 2…9…) применяются для воронения стали. Смесью полисульфидов натрия (Na2Sn; в старину её называли «серная печень») с давних времён пользуются в кожевенной промышленности для удаления волоса со шкур. Серную печень для этой цели готовят сплавлением серы с содой. Получающаяся зеленовато-коричневая масса растворяется в воде с сильнощелочной реакцией и при стоянии раствора постепенно разлагается с выделением сероводорода (и дисероводорода). Некоторые органические производные персульфидного типа находят применение в качестве горючего твёрдых реактивных топлив. Полисульфиды кальция и бария применяют в борьбе с вредителями в сельском хозяйстве.